# Letiště Kagošima
Letiště Kagošima (japonsky 鹿児島空港 – Kagošima kúkó, IATA: KOJ, ICAO: RJFK) je mezinárodní letiště v prefektuře Kagošima na ostrově Kjúšú v Japonsku. Leží ve vzdálenosti přibližně devíti kilometrů severozápadně od Kirišimy a zhruba třiceti kilometrů severovýchodně od Kagošimy. Na ostrově Kjúšú je druhým největším letištěm po letišti Fukuoka.
Letiště slouží zejména vnitrostátním letům, je uzlovým letištěm a základnou pro společnost Japan Air Commuter. Létají odsud ale také spoje do Čínské lidové republiky (Šanghaj Pchu-tung, Hongkong), Čínské republiky (Tchaj-wan Tchao-jüan) a Jižní Korey (Inčchon).